# Придыхание

Сравнение согласных с разным временем начала озвончения: звонких (voiced), глухих непридыхательных (voiceless unaspirated) и глухих придыхательных (voiceless aspirated). Волны показывают работу голосовых связок или озвончение

Придыха́ние (аспира́ция, от лат. aspiratio, «выдыхание») — акустический эффект (шум) во время произнесения звука, возникающий, если связки начинают колебаться через значительный промежуток времени (40—100 мс) после окончания консонантной артикуляции.
Согласные с придыханием называются придыхательные согласные (аспираты). Обычно это шумные взрывные и аффрикаты, реже фрикативные, ещё реже сонанты. Придыхательные согласные в рамках параметра времени начала озвончения (англ. voice onset time, VOT) противопоставляются звонким и глухим согласным.
В одних языках непридыхательные и придыхательные согласные являются разными классами фонем (например, китайский, восточноармянский, индоарийские, древнегреческий), в других — они находятся в дополнительной дистрибуции и являются аллофонами одних и тех же фонем. Последнее характерно, например, для английского, в котором придыхательные согласные произносятся между гласными и перед гласным в начале слова, а непридыхательные — в конце слов и после фрикативных. Например, /t/ в слове англ. tore [tʰɔɹ] придыхательное, а в слове англ. store [stɔɹ] — нет. В то же время существуют языки, в которых согласные во всех позициях являются непридыхательными (например, русский, французский, нидерландский) 
В транскрипции МФА придыхание обозначается с помощью надстрочного знака «h» — [ʰ]: kʰ. Непридыхательные согласные по умолчанию никак не обозначаются, но при необходимости указать отсутствие придыхания можно с помощью надстрочного знака равенства — [⁼]: k⁼.